# 이창기
이창기(1968년 4월 4일 ~ 2018년 11월 18일)는 대한민국의 언론인, 시인, 친북성향의 통일운동가였다. 시인 시절 필명은 홍치산이다. 종북 매체인 자주민보를 창간했다가 북측의 공작원과 접선하는 등 국가보안법을 위반해 폐간된 것으로 유명하다. 그 후 자주시보에서 기자로 참여했고, 간암으로 사망해 마석모란공원에 안장되었다. 그의 종북 성향 때문에 안티들한테는 두음 법칙을 무시하여 리창기로 불리기도 한다.

## 학력
- 1988년 고려대학교 산림자원학과 입학
- 1997년 졸업[2][3]